# Второе Чемерчеево
Второ́е Чемерче́ево (чув. Тимӗрчкасси) — деревня в Цивильском районе Чувашской Республики. Входит в состав Михайловского сельского поселения.

## География
Находится в северной части Чувашии на расстоянии приблизительно 6 км на юг-юго-запад по прямой от районного центра города Цивильск.

## История
Известна с 1719 года как деревня с 15 дворами и 50 жителями мужского пола. В 1747 году был учтен 61 мужчина, в 1795 — 24 двора, 124 жителя, в 1897—302 человека, в 1926 — 80 дворов, 407 жителей, в 1939—424 жителя, в 1979—328. В 2002 году был 81 двор, в 2010 — 58 домохозяйств. В период коллективизации образован был колхоз «Красный Октябрь», в 2010 году работало ФГУП «Колос».

## Население
Постоянное население составляло 162 человека (чуваши 98 %) в 2002 году, 105 в 2010.